# Потік Куетта
Потік Куетта, або Плоский потік Куетта (рос. поток Куэтта, або течение Куэтта; англ. Couette flow; нім. Couette-Strom m) — в гідродинаміці плоский потік між двома паралельними площинами із заданою відстанню між ними і відносною швидкістю їх руху. Одна з паралельних площин (нижня) є нерухомою, а інша рухається з постійною швидкістю.
Названо на честь Моріса Куетте — французького вченого, відомого своїми дослідженнями в області текучості рідин.
Визначається за формулою {\displaystyle V_{x}=f(x,y)}